# نهر لاريانغ
نهر لاريانغ هو نهر في سولاوسي، اندونيسيا. 

## دورة
روافده نهر باباتوا، ينشأ في منطقة دونجالا، سولاويسي الوسطى، ويشكل لاريانغ عندما ينضم لنهر كورو من اليسار (جنوب) في 1°39′50″S 120°2′47″E / 1.66389°S 120.04639°E . يمتد النهر، مثل لاريانغ،  ليشكل جزءًا من الحدود بين سولاوسي الوسطى وسولاوسي الغربية ويدخل مضيق ماكاسار بجوار بلدة لاريانغ.   المصب في 1°25′00″S 119°17′31″E / 1.41667°S 119.29194°E .